# Llebre collnegra
La llebre collnegra (Lepus nigricollis) és una espècie de llebre de la família Leporidae que viu a l'Àsia meridional.